# Novalis
Novalis (pravog imena Georg Friedrich Leopold Freiherr von Hardenberg) (Oberviederstedt kod Mansfelda, 2. svibnja 1772. – Weissenfels, 25. ožujka 1801.), njemački filozof i književnik.
Studirao je filozofiju u Jeni, pravo u Leipzigu, te rudarstvo u Freibergu. Smrt njegove velike ljubavi, Sophie von Lühn koja u 15. godini umire od tuberkuloze, ostavila je pečat na čitavom njegovu stvaralaštvu. Bio je u dodiru s romantičarskim krugom u Jeni. Njegovo najpoznatije djelo je nedovršeni roman "Heinrich von Ofterdingen", koji je zamišljen kao romantičarska suprotnost građanskom "Wilhelmu Meisteru". Najznačajniji je njemački zastupnik rane romantike, a zbog prijevremene smrti od tuberkuloze njegovo djelo ostalo je u fragmentima. 